# 43 Ariadne
43 Ariadne este un asteroid de tip S din centura de asteroizi. A fost descoperit de Norman Robert Pogson la 15 aprilie 1857, la Oxford. Este numit după eroina Ariadne.